# محمد رضوان (بازیکن هاکی روی چمن، زاده ۱۹۹۱)
محمد رضوان (انگلیسی: Muhammad Rizwan Jr.؛ زادهٔ ۲۵ نوامبر ۱۹۹۱) بازیکن هاکی روی چمن اهل پاکستان است.